# Karl Ludwig Peter
Karl Ludwig Peter (* 6. April 1808 in Freyburg (Unstrut); † 11. August 1893 in Jena) war ein deutscher Historiker und Pädagoge.

## Leben
Mit 14 Jahren kam Peter 1822 an die Landesschule Pforta und blieb dort bis 1827. Noch im selben Jahr begann er an der Universität Halle Mathematik zu studieren; später wechselte zu Philologie und Theologie. 1831 konnte Peter sein Studium erfolgreich beenden und bekam eine Anstellung an der Latina in Halle (Saale). Später wechselte er als Pädagoge an das Pädagogium der Franckeschen Stiftung in derselben Stadt. Hier bearbeitete er 1830 Ciceros Orator und Brutus für eine Schulausgabe.
1835 berief man Peter als Direktor an das Gymnasium Bernhardinum nach Meiningen; 1843 ernannte man ihn zum Konsistorial- und Schulrat in Hildburghausen. Peters Karriere führte 1848 zur Ernennung zum Schulrat in Meiningen und 1853 betraute man ihn mit der Leitung des Gymnasiums in Anklam. Bereits ein Jahr später übernahm Peter die Leitung der Höheren Schule in Stettin und 1856 holte man ihn als Direktor zurück nach Schulpforta, welche er 17 Jahre mit großem Erfolg leitete. Während dieser Jahre veröffentlichte Peter regelmäßig Aufsätze in den Schulprogrammen und bearbeitete Tacitus’ Agricola und Dialogus ebenfalls für eine Schulausgabe.
Mit 65 Jahren ging Peter 1873 in den Ruhestand; übernahm aber gleichzeitig für einige Jahre einen Lehrauftrag als Honorarprofessor für Geschichte an der Universität Jena.
Karl Ludwig Peter war der Vater des Philologen Hermann Peter.

## Schriften (Auswahl)
- Zeittafeln der griechischen Geschichte. Verlag der Buchhandlung des Waisenhauses, Halle 1835, (Digitalisat; Digitalisat der Auflage 1866).
- Commentatio critica de Xenophontis Hellenicis. Buchhandlung des Waisenhauses, Halle 1837, (Digitalisat).
- Die Epochen der Verfassungsgeschichte der römischen Republik. Mit besonderer Berücksichtigung der Centuriatcomitien und der mit diesen vorgegangenen Veränderungen. Vogel, Leipzig 1841, (Digitalisat).
- Zeittafeln der römischen Geschichte : zum Handgebrauch und als Grundlage des Vortrags in höheren Gymnasialklassen. Verlag der Buchhandlung des Waisenhauses, Halle 1841, (Digitalisat; Digitalisat der Auflage 1854).
- Der Geschichtsunterricht auf Gymnasien. Verlag der Buchhandlung des Waisenhauses, Halle 1849, (Digitalisat).
- Geschichts-Tabellen zum Gebrauch beim Elementarunterricht in der Geschichte. Verlag der Buchhandlung des Waisenhauses, Halle 1849.
- Geschichte Roms. In drei Bänden. Verlag der Buchhandlung des Waisenhauses, 1853–1869;
  - Band 1: Die fünf ersten Bücher, von den ältesten Zeiten bis auf die Gracchen enthaltend. 1853, (Digitalisat);
  - Band 2: Das sechste bis zehnte Buch, von den Gracchen bis zum Untergange der Republik enthaltend. 1854, (Digitalisat).
  - Band 3: Das elfte und zwölfte Buch, die Geschichte der Kaiser aus dem julisch-claudischen Hause enthaltend. 1867, (Digitalisat);
  - Band 3, Abtheilung 2: Das dreizehnte Buch, die Kaisergeschichte vom Tode Neros bis zum Tode Marc Aurels. 1869, (Digitalisat).
- Studien zur römischen Geschichte. Ein Beitrag zur Kritik von Th. Mommsen’s Römischer Geschichte. Verlag der Buchhandlung des Waisenhauses, Halle 1863, (Digitalisat).
- Ein Vorschlag zur Reform unserer Gymnasien. Mauke, Jena 1874, (Digitalisat).
- Römische Geschichte in kürzerer Fassung. Verlag der Buchhandlung des Waisenhauses, Halle 1875, urn:nbn:de:0220-gd-5356250.
- Zur Kritik der Quellen der älteren römischen Geschichte. Verlag der Buchhandlung des Waisenhauses, Halle 1879, (Digitalisat).